# Посудинка літня
Посудинка літня (Anoectangium aestivum) — вид мохів порядку потіальних (Pottiales).

## Поширення
Батьківщиною є Європа, Африка, Північна Америка, Південна Америка, Азія, Австралія.
Утворює темно-зелені подушки на вапняних і невапнякових породах, стінах з пісковика, скельних виступах, відкритих вологих тріщинах, вологих місцях.

## Характеристика
Листки зазвичай віддалені та оголюють стебло; від коротколанцетних до язичкових, (0.4)1–1.5(1.8) мм; верхівка від вузько- до широко-гострої, верхівка коротко-трикутна; краї 1-шаруваті. Спеціалізоване нестатеве розмноження відсутнє. Вид дводомний. Коробочка 0.5–1 мм, яйцеподібна, похилена.